# Barylypa bipartita
Barylypa bipartita là một loài tò vò trong họ Ichneumonidae.